# 北八尾街道
北八尾街道（きたやおかいどう）とは、今里（現在の大阪市東成区）で暗越奈良街道から分岐し、久宝寺（現在の八尾市）へ通じていた旧街道であり、北西 - 南東方向へ延びている。 現在の府道大阪八尾線の別称。
上記とは別に「北八尾街道」と呼ばれた道筋があり、これについても記載する。

## 概要
旧街道の久宝寺側の起（終）点は旧八尾街道本町橋西詰付近であり、現在はもう少し西の顕証寺交差点（旧中央環状線と大阪八尾線の交点）である。街道は長瀬川の左岸、久宝寺寺内町の北東をかすめ通り、中央環状線と交差、東大阪市大蓮、衣摺、柏田、岸田堂を通り、大阪市生野区のOsaka Metro千日前線小路駅の西、近畿日本鉄道（近鉄）今里駅付近を経て、今里交差点の少し東で暗越奈良街道と合流する。
旧街道は概ね新道（府道大阪八尾線）の東側を通っており、随所で離合している。
かつてJR城東貨物線と交差していた踏切は『北八尾街道踏切』と称したが、2008年3月におおさか東線の部分開業に伴う高架化で廃止・立体交差化された。
上記とは別の北八尾街道は、大阪市東住吉区桑津付近で竜田越奈良街道から分岐し、東へほぼまっすぐ延び、東大阪市大蓮で上記の北八尾街道と合流する道筋であり、東住吉区今林二丁目の道標に『大正二年 北八尾街道改修道路』と記されている。

## 参考資料
- 武藤善一郎著「大阪の街道と道標」改訂版 (ISBN 4-88325-203-5)